# Enryaku-ji
L'Enryaku-ji (延暦寺, Tempio di Enryaku) è il principale tempio, e dell'annesso complesso monastico, della scuola buddhista giapponese Tendai. È collocato sul Monte Hiei (比叡山, Hieizan) a sua volta situato a Nord-Est di Kyoto.

## Origini e storia

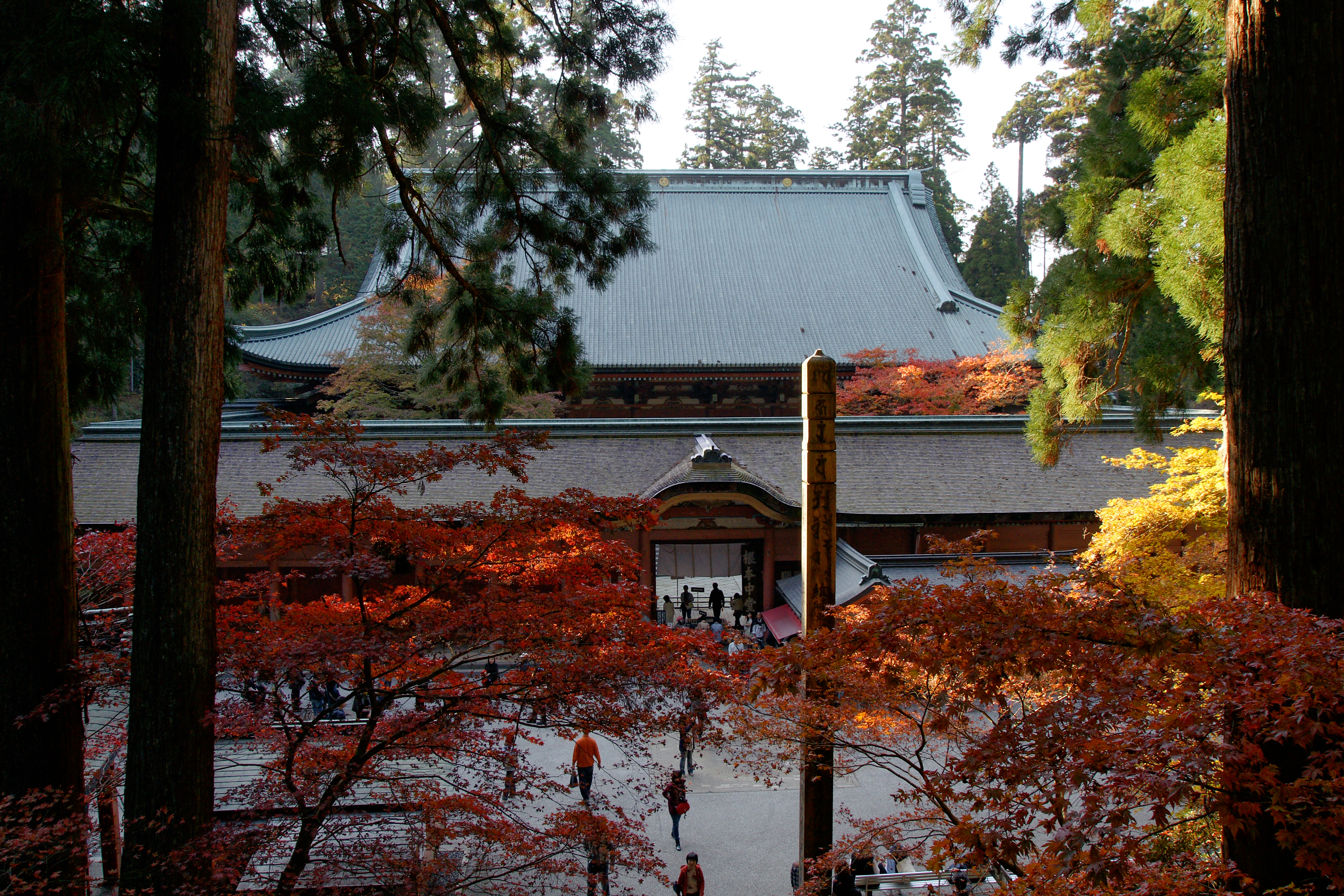
L'ingresso del Konpon-chudo (根本中堂), il tempio principale dell'Enryaku-ji.

L'avvio della costruzione di questo tempio lo si deve al fondatore della scuola buddhista giapponese Tendai, Saichō (最澄, 767-822), il quale nel 785 si ritirò in eremitaggio sul Monte Hiei.
I motivi per cui Saichō scelse di ritirarsi proprio su questa montagna lasciando il proprio monastero di scuola Kegon a Nara, sono ancora oggetto di studio. Secondo il Kaifūsō (懐風藻, Raccolta di poemi avviata nel 751) prima dell'arrivo di Saichō, sul Monte Hiei esisteva già una modesta costruzione eretta da Fujiwara no Muchimaro (藤原武智麻呂, 680-737), importante funzionario governativo nonché nipote del grande patriarca dell'autorevole famiglia Fujiwara, Fujiwara no Kamatari. Questa piccola costruzione fu adibita a luogo di meditazione e studio del Buddhismo. Probabile che gli eredi di questa famiglia abbiano consentito al giovane Saichō di stabilirsi qui. Altro elemento interessante, per comprendere la scelta del luogo da parte di Saichō, è il fatto che all'epoca si riteneva il Monte Hiei residenza di due particolari divinità (神, kami) shintoiste: Yamasue-no-mikoto, una deità dell'agricoltura e Ōnamuchi-no-mikoto il "guardiano" della famiglia imperiale (il cui santuario era inizialmente collocato ad Ōtsu, 大津市,  per poi essere spostato, da Fujiwara no Muchimaro nel 715, sul Monte Hiei). La consuetudine di risiedere presso dei santuari shintoisti era all'epoca piuttosto diffusa tra i monaci buddhisti, i quali richiedevano alle deità locali il supporto per la diffusione del Dharma buddhista.
Tre anni dopo, nel 788, Saichō denominò la prima costruzione, Hieizan-ji (比叡山寺, Tempio del Monte Hiei) che si arricchì di altre piccole costruzioni. Nel 793 il tempio centrale fu denominato da Saichō Ichijō shikan-in (一乗止観院, Padiglione per la meditazione sul "Veicolo unico") fatto che indica quanto, nel frattempo, egli sia stato influenzato dallo studio delle dottrine della scuola buddhista cinese Tiāntái (天台宗) fondate sul Sutra del Loto (妙法蓮華經, sanscrito Saddharmapuṇḍarīkasūtra, giapp. Myōhō Renge Kyō, conservato nel Fǎhuābù) che esponeva proprio la dottrina del "Veicolo unico".
Dopo essere stato nominato naigubu (内供奉) nel 797 e aver officiato, a partire dal 798 diverse assemblee di lettura del Sutra del Loto ( Hōkke'e, 法華会, di cui una particolarmente significativa fu celebrata nell'801), nell'804 Saichō parte per un pellegrinaggio in Cina da cui rientrerà nell'805 con nuovi testi e nuove dottrine che troveranno accoglienza nell'Enryaku-ji. Da quel momento Saichō si adopererà per lo sviluppo del complesso monastico ottenendo per i monaci più preparati il titolo onorifico, ottenuto dalla Corte, di "Tesori della nazione" (國寶, kokuhō) con 'obbligo di permanere nell'Enryaku-ji ai fini di servire il Paese.
Nonostante ne avesse fatto più volte richiesta, Saichō non ottenne il permesso di istituire nell'Enryaku-ji una piattaforma per le ordinazioni monastiche (戒壇, kaidan), risultato che gli avrebbe permesso la completa autonomia dai templi di Nara, come il Tōdai-ji che invece erano autorizzati ad ordinare monaci buddhisti. Questa autorizzazione a ordinare autonomamente monaci giunse allo Hieizan-ji una settimana dopo la morte di Saichō, l'11 giugno dell'822.
Nell'823 lo Hieizan-ji fu rinominato Enryaku-ji per decreto imperiale. Nel corso del IX secolo alcuni monaci tendai dissenzienti fondarono un monastero sul Lago Biwa, l'Onjō-ji (o Miidera), che entrò spesso in conflitto con la precedente istituzione monastica, sfociando presto in guerre che coinvolsero la figura di monaci-guerrieri (gli sōhei, 僧兵). L'Enryaku-ji fu coinvolto, a partire dall'XI secolo, anche nelle lotte politiche che funestarono il Giappone, e nel 1035 fu parzialmente incendiato da sōhei rivali.
Come riportano l'Heiji Monogatari (平治物語, I racconti di Heiji) e l'Heike Monogatari (平家物語, I racconti della famiglia Taira), gli sōhei  dell'Enryaku-ji furono più volte coinvolti nelle guerre civili che opposero il clan Taira al clan Minamoto.
Nel 1571, l'Enryaku-ji fu distrutto e i suoi monaci massacrati da Oda Nobunaga (織田信長, 1534-1582) in un progetto politico-militare teso alla riunificazione del Giappone. L'Enryaku-ji fu successivamente ricostruito e continua a rappresentare oggi il maggiore tempio della scuola Tendai.
Presso l'Enryakuji studiarono molti monaci che fondarono numerose scuole buddhiste giapponesi: Nichiren (日蓮, 1222-1282), Hōnen (法然, 1133-1212), Shinran (親鸞, 1173-1263), Eisai (榮西, 1141-1215) e Dōgen (道元, 1200-1253), rispettivamente fondatori del Buddhismo Nichiren (法華宗), del Jōdo shū (浄土宗), del Jōdo shin-shū (浄土真宗), dello Zen Rinzai-shū (臨濟宗) e dello Zen Sōtō shū (曹洞宗).